# Udvary József
Udvary József (Szilágyszentkirály, 1884. január 17. – Budapest, 1975. március 4.) erdélyi magyar jogász, közíró, lapszerkesztő, polgármester, Udvary Gyöngyvér (1913-2000) apja.

## Életútja, munkássága
A középiskolát a zilahi Wesselényi Kollégiumban végezte; a kolozsvári I. Ferenc József Tudományegyetemen szerzett jog- és államtudományi doktorátust. Ezt követően közigazgatási pályára lépett, s 1918-ban Szilágysomlyó polgármestere volt. A két világháború közötti időszakban ügyvédi gyakorlatot folytatott a városban, szerkesztette (1923-tól) a Szilágysomlyó c. lapot, Szilágysomlyó és a szilágysági magyarság művelődési életének egyik vezéregyénisége volt. Széles politikai látókör, valamint a társadalmi kérdések iránti fogékonyság jellemezte.